# Some Girls: Live in Texas '78
Some Girls: Live in Texas '78 je koncertní album britské rockové skupiny The Rolling Stones, kterém vyšlo v roce 2011. Album bylo nahráváno ve Fort Worthu v Texasu během turné po Spojených státech v roce 1978. Album původně vycházelo exkluzivně v kombo setech, až od roku 2017 vycházelo samostatně.

## Seznam skladeb
| Pořadí | Skladba                                  | Délka |
| ------ | ---------------------------------------- | ----- |
| 1.     | "Let It Rock" (Chuck Berry)              | 2:13  |
| 2.     | "All Down The Line"                      | 3:57  |
| 3.     | "Honky Tonk Women"                       | 3:39  |
| 4.     | "Star Star"                              | 3:50  |
| 5.     | "When the Whip Comes Down"               | 5:20  |
| 6.     | "Beast of Burden"                        | 6:38  |
| 7.     | "Miss You"                               | 8:36  |
| 8.     | "Just My Imagination" (Whitfield/Strong) | 6:35  |
| 9.     | "Shattered"                              | 4:46  |
| 10.    | "Respectable"                            | 3:24  |
| 11.    | "Far Away Eyes"                          | 5:52  |
| 12.    | "Love in Vain" (Robert Johnson)          | 4:54  |
| 13.    | "Tumbling Dice"                          | 4:39  |
| 14.    | "Happy"                                  | 3:13  |
| 15.    | "Sweet Little Sixteen" (Chuck Berry)     | 3:12  |
| 16.    | "Brown Sugar"                            | 3:15  |
| 17.    | "Jumpin´ Jack Flash"                     | 6:16  |

## Obsazení
The Rolling Stones
- Mick Jagger – zpěv, kytara, elektrické piáno
- Keith Richards – kytara, doprovodné vokály, zpěv
- Ronnie Wood – kytara, doprovodné vokály, havajská kytara
- Bill Wyman – baskytara
- Charlie Watts – bicí

Doprovodní hudebníci
- Ian Stewart – piáno
- Ian McLagan – Hammondovy varhany, elektrické piáno, doprovodné vokály
- Doug Kershaw – housle - ve skladbě "Far Away Eyes"